# José Pedro Batiston
José Pedro Batiston (Lins, 2 de dezembro de 1939 - ) é um político brasileiro, tendo sido prefeito de Três Lagoas.
Casado com Ivani Pires Batiston, com quem tem três filhos, foi presidente da Associação Comercial e Industrial de Três Lagoas. Exerceu dois mandatos de vereador entre os anos de 1977 e 1984, sendo, inclusive, presidente da Câmara Municipal de Três Lagoas.
Foi o último prefeito de Três Lagoas apontado pelo Governo Federal durante a ditadura militar, quando Três Lagoas ocupava posição de Área de Segurança Nacional e os treslagoenses não podiam eleger seus próprios governantes no Executivo.
Foi eleito deputado estadual em 1990, tendo exercido o mandato nos anos de 1991 e 1992, quando se elegeu prefeito de Três Lagoas para o quadriênio de 1993 a 1996.
Em sua administração, priorizou a saúde e a educação, tendo construído quatro postos de saúde nos bairros e quatro escolas municipais. Também lutou para que o campus da UFMS não fosse desativado na cidade. Destacou-se, também, a primeira-dama, Ivani Pires Batiston. Dentre suas ações sociais, encontram-se a realização de consultas oftalmológicas nas escolas municipais e o aviamento de receitas de oculistas e médicas para a comunidade.
No dia 29 de outubro de 1993, a Prefeitura de Três Lagoas, por meio do prefeito José Pedro Batiston, firmou convênio com o estado visando a construção de quatrocentas unidades habitacionais populares nos bairros Jardim Maristela e Vila Piloto III. Foi aberta conta-corrente para que fossem depositados os repasses estaduais. A Prefeitura utilizou o dinheiro indevidamente para pagar funcionários, além de que não se tem documentação do que houve com uma parte menor da quantia. Desta maneira, das quatrocentas habitações acordadas, foram construídas e entregues somente cinquenta casas na Vila Piloto III, e mais cinquenta casas foram iniciadas no Jardim Maristela.
Segundo decisão posterior da Justiça, o fato de o Município não ter dinheiro em caixa para o pagamento de seus funcionários não exclui a responsabilização do Prefeito pela aplicação indevida de recursos que foram especificamente destinados à construção de casas populares. As provas colhidas nos autos demonstram uma profunda desorganização por parte da administração municipal quanto aos bens e dinheiros públicos, o que denota a falta de preocupação de Batiston, na qualidade de Prefeito, com o saneamento das contas públicas.
Percebendo a ineficácia de sua administração, sua inabilidade para com a política e a corrupção que persistia desde o governo anterior, José Pedro Batiston renunciou ao cargo, sendo substituído por seu vice, Darcy da Costa Filho.
Em 12 de junho de 2006, o juiz Albino Coimbra Neto, da 2ª Vara Criminal de Três Lagoas, julgou a Ação Penal Pública movida pelo Ministério Público contra José Pedro Batiston, acusado pelos crimes de peculato e emprego irregular de verbas públicas. O juiz condenou o ex-prefeito de Três Lagoas a pena de dois anos e oito meses de detenção.